# Lajos Károly Horn
Lajos Károly Horn (wym. [lɒjoʃ kaːroj horn], ur. 5 listopada 1882 w Budapeszcie, zm. w 1945 tamże) – węgierski taternik, inżynier, autor licznych publikacji taternickich.
Był jednym z najaktywniejszych taterników węgierskich przed I wojną światową. Zginął w czasie oblężenia Budapesztu od trafienia pociskiem.

## Osiągnięcia wspinaczkowe
- pierwsze wejście południową ścianą na Żabiego Konia (1907, z Jenő Serényim i Jenő Wachterem, równocześnie z trójką Polaków)[2],
- pierwsze zimowe wejścia na Litworowy Szczyt i Wielicki Szczyt (1909, z Károlyem Fodorem i Serényim),
- pierwsze zimowe wejście na Mały Durny Szczyt (1910, z Gyulą Komarnickim, Romanem Komarnickim i Serényim),
- pierwsze zimowe wejście na Ciężki Szczyt (1913, z Ernő Kátaiem)[2].